# Товариство економістів при Всеукраїнській Академії Наук
Товариство Економістів при Всеукраїнській Академії Наук — наукове товариство, засноване 1919 року при Всеукраїнській Академії Наук з метою вивчення історії та наявного стану народного господарства України.

## Історія
Твариство засноване 1919 року. Головою товариства став Костянтин Воблий, заступник — Георгій Кривченко, науковий секретар А. Лапогонов; На середину 1920-их років в товаристві нараховувалося близько 135 членів, воно поділялося на кілька секцій, своїх видань не мало.
На початку 1930-их років ліквідоване.